# 千葉県道87号袖ケ浦中島木更津線

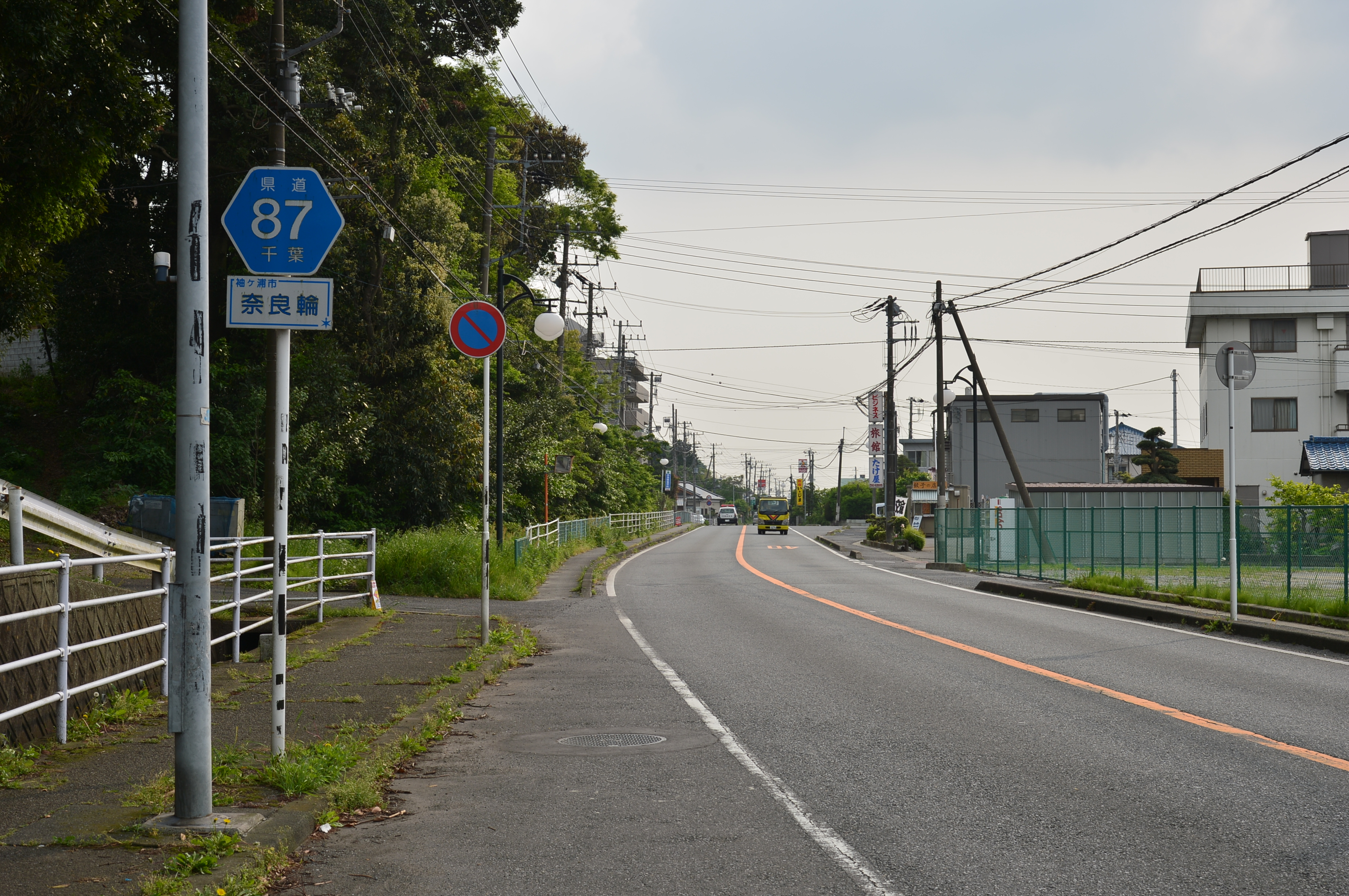
千葉県道87号袖ケ浦中島木更津線・袖ケ浦市奈良輪（2016年5月）

千葉県道87号袖ケ浦中島木更津線（ちばけんどう87ごう そでがうらなかじまきさらづせん）は、千葉県袖ケ浦市と木更津市を結ぶ主要地方道。起点から袖ケ浦市坂戸市場までの間は旧国道16号でもある。

## 概要
袖ケ浦駅の北東側で国道16号から分岐し、しばらくは内房線と並行する。小櫃川手前で内房線をくぐり、東京湾アクアライン連絡道と交差した後南下。小櫃川を渡り、木更津市街地の北部で県道90号に合流する。

### 路線データ
- 起点：袖ケ浦市奈良輪 奈良輪交差点（国道16号・千葉県道287号袖ケ浦姉ケ崎停車場線交点）
- 終点：木更津市新宿 信号交差点（千葉県道90号木更津富津線交点）
- 総延長：11.426 km（君津土木事務所管内：11.426 km[1]）
- 重用延長：0.046 km（君津土木事務所管内：0.046 km）
- 実延長：11.381 km（君津土木事務所管内：11.381 km[1]）
- 県道認定：1963年（昭和38年）4月23日

## 路線状況

### 道路施設
- 坂戸橋（浮戸川、袖ケ浦市坂戸市場）
- 金木橋（小櫃川、木更津市中島 - 同市久津間）

## 地理

### 通過する自治体
- 千葉県
  - 袖ケ浦市 - 木更津市

### 交差する道路・鉄道路線
- 国道16号・千葉県道287号袖ケ浦姉ケ崎停車場線（袖ケ浦市今井・奈良輪交差点）
- 千葉県道224号袖ケ浦停車場線（袖ケ浦市奈良輪・袖ケ浦駅入口交差点）
- 千葉県道143号南総昭和線（袖ケ浦市奈良輪・袖ケ浦市役所入口交差点）
- 千葉県道270号木更津袖ケ浦線（袖ケ浦市坂戸市場・坂戸市場交差点）
- 内房線 - 内房線が小櫃川を渡る橋梁の下を通過
- 国道409号（木更津市中島）
- 東京湾アクアライン連絡道（木更津市） - ※国道409号交点の真上を東京湾アクアライン連絡道が立体交差
- 千葉県道90号木更津富津線（木更津市新宿）

### 周辺の施設
- 袖ケ浦駅
- 袖ケ浦市役所
- 袖ケ浦市立昭和小学校
- 三井アウトレットパーク 木更津
- カインズモール木更津金田
- ベイシア木更津金田店
- 木更津金田インターチェンジ
- 木更津市立金田小学校
- 木更津市立金田中学校
- 木更津市立岩根西中学校
- ホテル三日月龍宮城
- 陸上自衛隊木更津駐屯地
- 木更津港